# Hans Egger (Skirennläufer)
Hans Santos Egger (* 20. März 1962) ist ein ehemaliger brasilianischer Skirennläufer.

## Karriere
Seinen ersten internationalen Auftritt als Rennläufer hatte Santos Egger bei den Weltmeisterschaften 1989 in Vail. Dort erreichte er mit Platz 27 im Slalom zugleich sein bestes Ergebnis bei einem internationalen Großereignis.
Egger war Teil der ersten brasilianischen Mannschaft, die an Olympischen Winterspielen teilnahm. 1992 in Albertville erreichte er als bestes Ergebnis den 48. Platz im Slalom.
Danach startete Egger noch vereinzelt bei Rennen des South American Cups, bei den Weltmeisterschaften 1991 sowie einzelnen nationalen Meisterschaften. Sein letztes internationales Rennen bestritt er am 29. August 2003 in Valle Nevado, seitdem ist er nicht mehr als Rennläufer in Erscheinung getreten.

## Erfolge

### Olympische Winterspiele
- Albertville 1992: 48. Slalom, 84. Super-G, DNF Riesenslalom

### Weltmeisterschaften
- Vail 1989: 27. Slalom, 45. Kombination, 62. Riesenslalom
- Saalbach-Hinterglemm 1991: 70. Riesenslalom, DSQ Slalom

### South American Cup
- Eine Platzierung unter den besten 15